# Clavulinopsis cinnamomea
Clavulinopsis cinnamomea är en svampart som först beskrevs av S.G.M. Fawc., och fick sitt nu gällande namn av Corner 1950. Clavulinopsis cinnamomea ingår i släktet Clavulinopsis och familjen fingersvampar.   Inga underarter finns listade i Catalogue of Life.